# Neobus Mega BRT
O Neobus Mega BRT é uma carroceria de ônibus articulado e biarticulado fabricada pela Neobus. Considerado o maior ônibus do mundo, podendo chegar a 28 metros de comprimento.
Está presente nas cidades de Curitiba, Florianópolis, Goiânia, Manaus, Porto Alegre, Ponta Grossa, Recife e Rio de Janeiro. Também está disponível no Chile. O Mega BRT atualmente pode ser encarroçado sobre os chassis: Mercedes-Benz O-500MA/O-500UA, Volvo B340M, Scania K310 e Volkswagen 26.330 OTA.